# Sásdi-rét
Sásdi-rét este o arie protejată (arie specială de conservare — SAC, sit de importanță comunitară — SCI) din Ungaria întinsă pe o suprafață de 393,45 ha, integral pe uscat.

## Localizare
Centrul sitului Sásdi-rét este situat la coordonatele 46°52′03″N 17°35′24″E / 46.8675°N 17.59°E.

## Înființare
Situl Sásdi-rét a fost declarat sit de importanță comunitară în mai 2004 pentru a proteja 1 specie de plante și 13 specii de animale. Situl a fost protejat și ca arie specială de conservare în februarie 2010.

## Biodiversitate
Situată în ecoregiunea panonică, aria protejată conține 3 habitate naturale: Pajiști stepice subpanonice, Mlaștini alcaline, Pajiști cu Molinia pe soluri calcaroase, turboase sau argilos-nămoloase (Molinion caeruleae).
La baza desemnării sitului se află mai multe specii protejate:
- plante (1): sisinei (Pulsatilla grandis)
- amfibieni (2): buhai de baltă cu burta roșie (Bombina bombina), triton cu creastă dobrogean (Triturus dobrogicus)
- mamifere (2): vidră de râu (Lutra lutra), popândău (Spermophilus citellus)
- nevertebrate (9): Coenagrion ornatum, fluturele auriu (Euphydryas aurinia), Hypodryas maturna, Isophya costata, libelule (Leucorrhinia pectoralis), fluturele purpuriu (Lycaena dispar), phengaris nausithous (Maculinea nausithous), Maculinea teleius, Vertigo angustior

Pe lângă speciile protejate, pe teritoriul sitului au mai fost identificate 9 specii de plante.